# ألكسندر كلارك (مجدف)
ألكسندر كلارك (بالإنجليزية: Alexander Grant Clark)‏ هو مجدف نيوزيلندي، ولد في 20 فبراير 1943 في أوامرو ‏ في نيوزيلندا.

## وصلات خارجية
- ألكسندر كلارك على موقع الاتحاد الدولي للتجديف (الإنجليزية)
- ألكسندر كلارك على موقع اللجنة الأولمبية الدولية (الإنجليزية)
- ألكسندر كلارك على موقع أوليمبيديا (الإنجليزية)
- ألكسندر كلارك على موقع اللجنة الأولمبية النيوزيلندية (الإنجليزية)